# Eva (Rebsorte)
Die autochthone Weißweinsorte Eva ist in der Extremadura im Südwesten Spaniens beheimatet. Sie ist zur Erzeugung von Qualitätsweinen in der Denominación de Origen (D.O.) Ribera del Guadiana zugelassen. In der Subzone Matanegra dieser D.O. ist Eva eine zur hauptsächlichen Verwendung empfohlene Rebsorte. Die Anbaufläche in der D.O. Ribera del Guadiana beträgt 167 Hektar (Stand 2007). Kleinere Rebflächen sind auch in Portugal bekannt.
Die Rebsorte ist gegen niedrige Temperaturen und Feuchtigkeit während der Blütezeit empfindlich. Aus Eva entstehen Weine mit grüngelber Farbe und guter Säure.
Neben der Weinerzeugung wird Eva auch als Tafeltraube verwendet.

## Synonyme
Die Rebsorte Eva ist auch unter den Namen Beba, Beba de los Santos, Beba de los Santos de Maimona, Beba de Palos, Beba Dorada, Beba Dorada de Huelva, Beba Dorada de Jaen, Beba Dorada de Jerez, Beva, Bevah, Bevan, Eva de los Santos und Eva de los Santos de Maimona bekannt.

## Ampelographische Sortenmerkmale
In der Ampelographie wird der Habitus folgendermaßen beschrieben:
- Die Triebspitze ist offen. Sie ist nur leicht wollig behaart. Die weisslich-hellgrünen Jungblätter sind leicht spinnwebig behaart.
- Die hellgrünen großen Blätter sind fünflappig und tief gebuchtet. Die Stielbucht ist lyrenförmig offen. Das Blatt ist stumpf gezahnt. Die Zähne sind im Vergleich zu anderen Rebsorten mittelgroß
- Die Traube ist mittelgroß und lockerbeerig. Die leicht ovalen Beeren sind mittelgroß bis groß und von goldgelber Farbe.

Die Rebsorte reift ca. 35 Tage nach dem Gutedel und gilt somit als spät reifend.